# Pat Nevin
Patrick Kevin Francis „Pat“ Nevin (* 6. September 1963 in Glasgow) ist ein ehemaliger schottischer Fußballspieler.

## Leben und Karriere
Als glühender Celtic-Glasgow-Anhänger kam Nevin in die Jugendmannschaft der Grün-Weißen. Sein damals größtes Problem war seine geringe Körpergröße, weswegen Celtic ihn zum FC Clyde verkaufte. Während er bei Clyde unter Vertrag stand (1981–1983) wurde er für die schottischen U-19-Auswahl einberufen. Mit der U-19-Nationalmannschaft nahm er an der U-19-Europameisterschaft in Finnland teil. Nevin gewann mit seiner Mannschaft den Titel und wurde zum besten Spieler des Turniers gewählt. Nach diesen guten Leistungen wechselte er 1983 zum FC Chelsea nach England. Mit den Blues stieg er in die höchste englische Spielklasse auf. 1988 ging es weiter zum FC Everton. Nach seiner Karriere in Liverpool spielte er noch fünf Jahre bei den Tranmere Rovers und drei Jahre in seiner Heimat Schottland bei FC Kilmarnock und FC Motherwell. International spielte Nevin 28 Mal für sein Heimatland Schottland und erzielte dabei fünf Tore. Sein Debüt gab er 1986 gegen Rumänien. Nevin nahm an der Fußball-Europameisterschaft 1992 in Schweden teil, war bei allen drei Gruppenspielen Ersatz und schied mit der schottischen Auswahl in der Gruppenphase nach einem Sieg und zwei Niederlagen aus. Aktuell arbeitet Nevin als Kolumnist, Fernsehanalytiker bei BBC Schottland und als Radiokommentator für die BBC. Weiters brachte der intellektuelle Fußballer eine Autobiographie mit den Namen: In Ma Head, Son auf den Markt.
| Personendaten    | Personendaten                              |
| ---------------- | ------------------------------------------ |
| NAME             | Nevin, Pat                                 |
| ALTERNATIVNAMEN  | Nevin, Patrick Kevin Francis (Geburtsname) |
| KURZBESCHREIBUNG | schottischer Fußballspieler                |
| GEBURTSDATUM     | 6. September 1963                          |
| GEBURTSORT       | Glasgow                                    |